# 須藤玲子
須藤 玲子（すどう れいこ、1953年 - ）は、茨城県石岡市出身のテキスタイルデザイナー。

## 経歴
茨城県立土浦第二高等学校卒業、武蔵野美術大学短期大学部専攻科修了。武蔵野美術大学工芸工業デザイン学科助手を経て、株式会社「布」設立に参加、現在は同社取締役デザインディレクター。UCA芸術大学名誉修士。東京造形大学造形学部デザイン学科テキスタイルデザイン専攻領域名誉教授。日本国内の染織産地でデザインプロジェクトを展開。2016年より無印良品のデザインアドバイザリーボード。

## 受賞
- 2024年 - 芸術選奨文部科学大臣賞[2]
- 毎日デザイン賞、ロスコーアワード、JID部門賞他多数。

## 展覧会
- 「2010-Textiles & New Technology」展（Craft Council, London, UK)
- 『Color, Light, Surface」展（クーパーヒューイット・スミソニアン・デザイン博物館, NY, USA）
- 「現代日本のテキスタイル」展（ニューヨーク近代美術館, NY, USA）
- 「絹の染織工芸展-絹の郷からのメッセージ」展（桐生市市民文化会館、群馬）
- 「現代の布」展（東京国立近代美術館工芸館、東京）
- 「布・技と術」展（京都芸術センター、京都他）
- 「表層を超えて-ものづくりにおける日本のスタイル」展（シンガポール美術館、シンガポール他）
- 「2121 the textile vision of Reiko Sudo」展（ハンブルク美術工芸博物館、ドイツ他）
- 「フュージョン：日本の建築とデザイン」（イスラエル博物館、イスラエル）
- 「NUNO Japanese Tradition Innovation Cloth」展（バルチモア美術館, USA)
- 「Japan! Culture + Hyper Culture, nunoのこいのぼり」展（ジョン・F・ケネディパーフォミング・アーツ、USA)
- 「Contemporary Japanese Fashion」展（テキスタイル美術館, USA）
- 「Nuno Circle」展　（Perlstein Gallery, ドレクセル大学, USA,)
- 「KAUNAS Biennial：Rewind-Play-Forward」（The National Museum of M.K. Ciurlionis, リトアニア)
- 「Japanese Style: Sustaining Design: Nuno ZOKUZOKU」（ルーシン・クラフトセンター,他、UK）
- 「Do you NUNO?須藤玲子と 布の世界」展　（デザイン・ギャラリー1953, 東京）
- 「きびそ•侍絹」展（Design Gallery 1953, 東京）
- 「Flot de Carpes/Koi Current」展　（ギメ美術館, スランス）
- 「Reiko Sudo+ NUNO: Textiles from 東京」展　（ミッシシピ・ヴァレー・テキスタイル美術館、カナダ)
- 「Hancoc Fellow "Playful Vision-Reiko Sudo and NUNO」展　（オーストラリアン・タペストリー・ワークショップ、オーストラリア)
- 「ITCC2015  "Playful Vision-Reiko Sudo and NUNO」展 (Cumhuriyet Museum Gallery、トルコ）
- 「SCRAPS」展（クーパーヒューイット・スミソニアン・デザイン博物館、 USA)
- 「Color, Light, Surface」展　（クーパーヒューイット・スミソニアン・デザイン博物館、USA）他多数。
- 永久保存：

- メトロポリタン美術館
- ニューヨーク近代美術館
- ヴィクトリア&アルバート美術館
- 東京国立近代美術館工芸館
- クーパーヒューイット・スミソニアン・デザイン博物館
- ロードアイランド・スクール・オブ・デザイン・ミュージアム・オブ・アート
- デザイン博物館ヘルシンキ
- フィラデルフィア美術館
- イスラエル美術館
- ヒューストン美術館
- モントリオール美術館
- セントルイス美術館
- ボルチモア美術館
- ロイヤル・オンタリオ美術館
- FIT美術館
- パワーハウス美術館
- ミネアポリス美術館
- ロスアンゼルス州立美術館
- 広島市立大学
- ボストン美術館

他
マンダリン・オリエンタル東京、アメリカンクラブ、大分県立美術館アトリウム等のテキスタイルデザインを手がける。

## その他

### ドキュメンタリー
- 日曜美術館「ポケモン工芸化 大作戦!」（2023年4月30日、NHK Eテレ）[3][4]
- 美の巨人たち「ポケモンvs日本の伝統美×本仮屋ユイカ」（2023年5月6日、テレビ東京）[5]